# 廖泰翔
廖泰翔（1987年6月27日—），中華民國（台灣）政治人物，現為高雄市政府經濟發展局局長、民主進步黨網路社群中心主任兼發言人。過去曾任2014年柯文哲團隊發言人、2020年蔡英文競選辦公室發言人。

## 生平

### 求學階段
廖泰翔畢業於台大工管系工業管理組，隨後赴美就讀波士頓大學，順利取得經濟學碩士後，回台在外商公司擔任資料分析顧問近1年。
2009年，飾演宇宙人當年發行專輯《宇宙人同名專輯》其中曲目《花花》MV的男主角。曾拍過速食店的漢堡廣告，還曾經跟王力宏、張韶涵合拍洋芋片廣告。

### 投入政治工作
廖泰翔在2014年經過海選投入柯文哲團隊，是柯文哲的前發言人。
2019年，總統蔡英文競選連任團隊陸續到位，已經確定的三巨頭，包括前黨秘書長洪耀福、前行政院副院長林錫耀，他們都是主要操盤手，中常委沈發惠則會肩負起組織工作。台北市長柯文哲2014年時期的發言人廖泰翔，也被邀請投入蔡英文競選總部，準備一起打拼。
2019年9月1日，蔡英文競選辦公室宣布，廖泰翔加入發言人行列。廖泰翔加入蔡英文競選團隊1個月，負責新媒體及活動主持工作。廖泰翔除了在蔡英文各縣市與網友見面的「助英台」、「辣台派」講座擔任主持人，更負責蔡英文YouTube頻道今天上線的《台菜與它們的產地》節目，首集就到蔡英文故鄉屏東「下海」展顯好身材，更與蔡從台灣漁產談到我國遠洋漁業黃牌解禁等政績。蔡英文競選辦公室另位發言人，由台北市議員阮昭雄擔任。
2020年1月11日，蔡英文競選連任辦公室將召開國際記者會，記者會主持人，負責中文的男性是廖泰翔，而負責英文的女性為連翊婷。
2020年5月，民進黨黨中央成立常設單位「網路社群中心」，並由廖泰翔接任首任主任。
2020年8月，接任高雄市政府經濟發展局局長。

## 外部連結
- 廖泰翔的Facebook專頁
- 廖泰翔的Instagram帳戶